# 제레미 그리피스

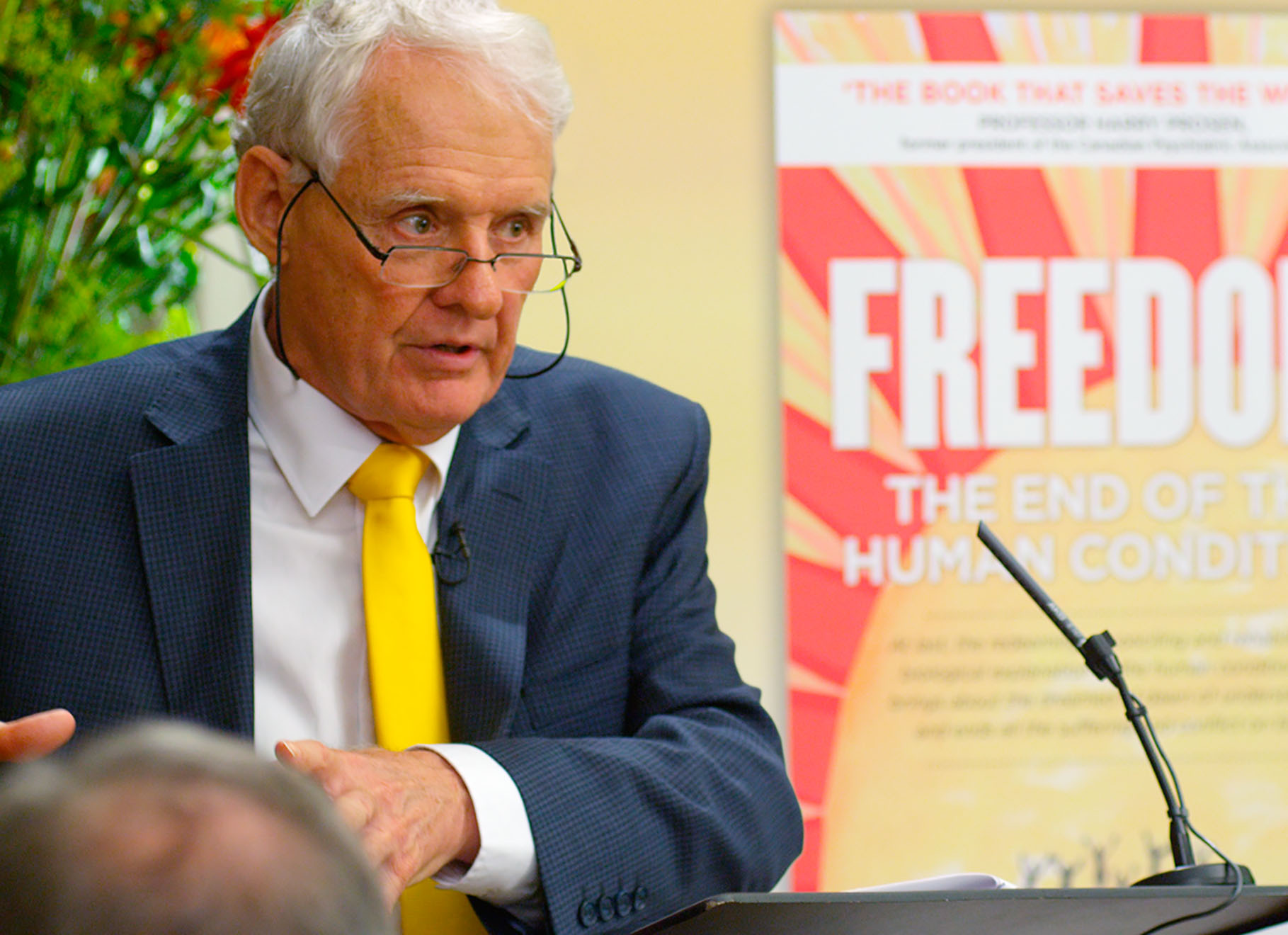

제레미 그리피스(Jeremy Griffith, 1945년-)는 오스트레일리아출신의 생물학자이며 작가이다.   그가 처음 대중에 알려지게 된 것은 태즈메이니아주머니늑대를 찾으려는 그의 시도 때문이다.  그 이후에는 인간의 조건에 관한 그의 글과 인간의 진보에 관한 이론으로 인해 알려지게 되었다.  1983년에 '세계 변혁 운동'을 창시하였다.

### 인간 조건에 관한 그의 이론
그리피스는 인간이 진화과정에 대한 그의 독특한 견해로 화제를 모았다.  그는 아르디피테쿠스 라미두스를 화석의 증거로 내세우며 고대 인류는 원래부터 공격적이고 잔인하지 않고 오히려 다정하고, 상냥하며 애정이 많고 협동적인 종이었다고 주장하였다.